# Triuret
Triuret ist eine organische Verbindung aus der Gruppe der Carbonsäureamide. Triuret entsteht bei der Pyrolyse von Harnstoff durch Kondensation von drei Molekülen Harnstoff unter Abspaltung von zwei Molekülen Ammoniak.

## Vorkommen
Unsubstituiertes Triuret findet sich als natürliches Vorkommen in kristallinen Einschlüssen im Cytoplasma von bestimmten Amöbenarten.

## Darstellung
Triuret entsteht neben Biuret beim Erhitzen von Harnstoff unter Abspaltung von Ammoniak oder bei der Reaktion von Harnstoff mit Chlorsulfonylisocyanat oder anderen Verbindungen.
Eine bequeme, saubere Herstellungsmöglichkeit von Triuret besteht in der Addition von Ammoniak an Carbonyldiisocyanat. Erwähnenswert ist ferner die Bildung von Triuret auch bei der Phosgenierung von Oxamid.

## Eigenschaften und Nachweis
Triuret ist eine farblose, kristalline, Wasser anziehende Substanz, die sich wenig in kaltem Wasser oder Ether, gut in heißem Wasser löst.
Beim Erhitzen sowie der Einwirkung von Alkalien cyclisiert Triuret sehr leicht unter Abspaltung von Ammoniak zu Cyanursäure.

## Verwendung
Es ist keine industrielle Verwendung von Triuret bekannt.